# Дрјеновец
Дрјеновец (слч. Drienovec) насељено је мјесто са административним статусом сеоске општине (слч. obec) у округу Кошице-околина, у Кошичком крају, Словачка Република.

## Становништво
| Година:    | 1994. | 2004.   | 2014.    | 2024.    |
| ---------- | ----- | ------- | -------- | -------- |
| Број људи: | 1659  | 1803    | 2203     | 2486     |
| Разлика:   |       | +8,67 % | +22,18 % | +12,84 % |

| Година:    | 2023. | 2024.   |
| ---------- | ----- | ------- |
| Број људи: | 2431  | 2486    |
| Разлика:   |       | +2,26 % |

Према подацима о броју становника из 2011. године насеље је имало 2.152 становника.